# Lyman (New Hampshire)
Pour les articles homonymes, voir Lyman (homonymie).
Lyman est une municipalité américaine située dans le comté de Grafton au New Hampshire. Selon le recensement de 2010, sa population est de 533 habitants.

## Géographie
La municipalité s'étend sur 28,80 milles carrés (74,59 km2), dont 0,30 milles carrés (0,78 km2) d'étendues d'eau.

## Histoire
La municipalité est créée en 1761 et nommée en l'honneur du général Phineas Lyman (en). En 1854, elle perd la moitié occidentale de son territoire qui devient Monroe.